# Josef Hanel
Josef Hanel (geboren 29. März 1865 in Hennersdorf, Sudetenland; gestorben 12. November 1940 in Neustadt, Oberschlesien) war ein deutscher Dekorationsmaler und Fotograf. Er erstellte von Pilzen und Pflanzen ungewöhnlich scharfe und naturgetreue handkolorierte Fotos (Glasdiapositive), die in der ersten Hälfte des 20. Jahrhunderts in Wissenschaft und Lehre viel genutzt wurden. Mehr als 1200 Motive wurden vertrieben. Viele seiner Glasdiapositive sind mit „I. H.“ gekennzeichnet.

## Leben
Josef Hanel wurde 1865 als Sohn von Anton Hanel, einem Schuhmacher, und Johanna geb. Wurst in Hennersdorf im damaligen Sudetenland geboren, das zum Kaisertum Österreich gehörte. Später arbeitete der Vater als Maurer. Nachdem zwei Geschwister direkt nach der Geburt starben, wurde 1875 der Bruder Eduard geboren, der später Fotograf wurde.
Am 21. Juli 1890 heiratete Josef Hanel in Wien die aus Weichs in Oberbayern stammende Anna Maria Westermeier (1867- nach 1945, Rufname Maria). Das Ehepaar siedelte sich in Wien im 6. Bezirk an. Josef Hanel arbeitete als Zimmermalergehilfe. Ende des 19. Jahrhunderts war die Dekorationsmalerei in der Bauwirtschaft beliebt. Viele Gebäude wurden mit Trompe-l’œil-Malereien geschmückt.
Zwischen 1904 und 1910 zog das Ehepaar Hanel aus Wien fort. Erst wieder ab März 1915 kann der Wohnort des Paares genau nachgewiesen werden. Zu diesem Zeitpunkt zog es von Furth bei Göttweig nach München um. Inzwischen 50 Jahre alt arbeitete Josef Hanel als Maler und Fotograf. Er hatte sich auf die „Herstellung farbiger Lichtbilder zu Lehrzwecken“ spezialisiert. Er war eine Zeit lang Mitarbeiter von Hans Schnegg, einem Fachmann der Hefereinzucht und Professor an der Akademie für Landwirtschaft und Brauereien Weihenstephan. Hanel fotografierte Pilze in ihrer natürlichen Umgebung. Dabei inszenierte er mehrere Pilze auf einem Bild, um ihre jeweilige ökologische Nische zu veranschaulichen. Außerdem kolorierte er die Fotos mit höchster Genauigkeit. Schnegg verwendete die von Hanel erstellten Glasdiapositive, die zugleich wissenschaftlich hochwertig als auch künstlerisch ansprechend waren, bei seinen Vorträgen. Mehrere Veröffentlichungen von Schnegg aus der Zeit von 1916 bis 1919 enthalten Hanels Illustrationen. Nicht nur Schnegg schätzte die Fotografien von Hanel. Das Versandhaus Eduard Liesegang in Düsseldorf bot eine Serie von 63 seiner Glasdiapositive zusammen mit einem Erläuterungsheft unter dem Titel „Unsere Pilze“ an.
1917 machte sich Josef Hanel in München selbständig. Im gleichen Jahr zogen Josef und Maria Hanel nach Solln und ein Jahr später nach Bad Aibling. Von dort vertrieb Hanel seine Glasdiapositiv-Serie „Früchte des Waldes“ an verschiedene Pilzsammlervereine. Außerdem erweiterte er sein Repertoire. Er erstellte nun auch Illustrationen der bayerischen Wälder und dokumentierte die Nutzung der Torfgebiete um Bad Aibling herum. Er fotografierte Flechten, Laubmoose und Lebermoose. Er fotografierte weiterhin in der Natur, einen Teil seiner Objekte nun aber auch im Studio.
1921 sicherte sich der Botaniker Ludwig Klein (1857–1928), Professor an der Technischen Hochschule Karlsruhe, Hanels Mitarbeit für sein Buch Gift- und Speisepilze und ihre Verwechselungen. Im gleichen Jahr wurde Hanel nach Nürnberg zum ersten Mykologenkongress eingeladen. Für seine unter dem Namen „Waldeszauber“ zusammengefassten Diapositive von Pilzen wurde er mit dem ersten Preis ausgezeichnet.
Im Frühjahr 1923 kehrte das kinderlose Ehepaar Hanel in Josef Hanels Geburtsort Hennersdorf zurück, der nun zur Tschechoslowakei gehörte. Dort zogen sie in ein Haus, das Eduard Hanel gehörte und mit einem Fotolabor ausgestattet war. Von dort vertrieben in den folgenden Jahren Josef und Maria Hanel Fotos von Josef Hanel, die zunehmend von Fachzeitschriften empfohlen wurden. In ihrer Werbung verwiesen sie auf die Zeitschriften als Referenzen. Zu dieser Zeit waren die handkolorierten Glasplatten für die Projektion auf Großbildleinwände besser geeignet als die ersten Farbfilme, weil sie gestochen scharf waren. Hanels Glasdiapositive wurden für 1,80 Reichsmark pro Stück angeboten. Die Kasseler Firma Wachenfeld & Schwarzschild verkaufte sie für 2,50 Reichsmark, nannte aber den Urheber nicht namentlich. Im Angebot waren mehr als 1200 Motive: Pilze, Flechten, Moose, Farne, Blütenpflanzen, Pflanzen-Pilzkrankheiten, von Insekten verursachte Pflanzenkrankheiten und nützliche wie schädliche Insekten. Sie waren jeweils genau mit den wissenschaftlichen Namen der abgebildeten Pflanzen entsprechend des damaligen Kenntnisstands beschriftet. Daneben bot Hanel selbst auch Landschaftsbilder an.
1929 kolorierte Hanel nach Originalvorlagen des Künstlers Otto Schubert (1892–1970) zwei Märchen-Lichtbilderreihen nach. Es handelte sich bei den von der Sächsischen Landesbildstelle (Dresden) herausgegebenen Bilderzählungen um die Grimm’schen Märchen Brüderchen und Schwesterchen sowie Die sieben Raben in je zehn Lichtbildern. Diese kosteten mit Text je 30 Reichsmark.
1931 erschien Otto Gessners medizinischer Ratgeber Die Gift- und Arzneipflanzen von Mitteleuropa mit Fotos von Hanel. Auch das 1939 erschienene Buch Die besten Bienennährpflanzen von Rudolf Gasch verwendete Fotografien von Hanel, die extra dafür erstellt worden waren. Noch 1939 wurden Hanels handkolorierte Diapositive nachdrücklich empfohlen, obwohl es nun mit Agfacolor-Filmen erstellte Alternativen gab. Ende der 1930er Jahre erwarben die Hanels, nun in den Siebzigern, ein Haus in Wiesegräflich im Kreis Neustadt in Oberschlesien, nur wenige Kilometer von Hennersdorf entfernt.
1940 starb Josef Hanel an Tuberkulose. Nachrufe erschienen in der Zeitschrift für Pilzkunde und im Vereinsblatt der Nederlandse Mycologischen Vereinigung. Nachdem Maria Hanel versucht hatte, den Betrieb zu verkaufen, überschrieb sie 1942 den Besitz an die Tochter von Josef Hanels Bruder Eduard und deren Ehemann, wobei sie ein Wohnrecht zurückbehielt. Nach Ende des Zweiten Weltkriegs gehörte Maria Hanel zu den Vertriebenen. Im Dezember 1945 erreichte sie München und wenige Wochen später ihren Geburtsort Ehrenberg. Über ihren weiteren Lebensweg und ihren Tod ist nichts bekannt.

## Schaffen
Josef Hanel gilt als „Meister des fotografischen Handwerks“ und als „begnadeter Künstler“. Josef Hanel bezeichnete sich selbst als Kunstmaler. Seine handwerklichen Fähigkeiten als Dekorationsmaler nutzte er in Verbindung mit der Fotografie, deren Techniken er sich akribisch aneignete. Sein jüngerer Bruder Eduard Hanel war ebenfalls Fotograf. Es wird als wahrscheinlich angesehen, dass er von ihm die Grundlagen der Fotografie erlernte. Eventuell überließ der Bruder ihm die teure Fotoausrüstung zu Beginn. Der Fotograf Ruedi Habegger schrieb, dass es selbst mit heutiger Technik schwierig und aufwändig ist, derart präzise Ergebnisse zu erzielen. Hanel zeigte ein meisterliches Geschick darin, die Scheimpflugsche Regel zur Beeinflussung der Schärfeebene anzuwenden.
Hanel kolorierte alle seine Fotos nachträglich, was ihm in hoher Qualität möglich war, weil er in naturalistischer Malerei bewandert war. Er musste die unterschiedlichen Farbtöne des fotografierten Motivs präzise im Gedächtnis behalten. Er konnte verschiedene Möglichkeiten nutzen, um seinen Bildern Farbe zu geben. Im ersten Schritt versah er wohl das Originalnegativ mit einem Grundlack, um die Silbergelatineschicht zu schützen. Dann konnte er mithilfe eines Graphitstaub-Öl-Gemischs den Hintergrund unscharf machen und so das Hauptmotiv hervorheben. Die Elemente des Hauptmotivs ließ er unbehandelt oder verstärkte sie durch feine Bleistiftstrichkonturen oder durch eine Paste aus ausbelichteter Silbergelatine und Tusche, die wie eine Farbe gezielt aufgetragen werden konnte. Hanel konnte mit einem feinen Messer oder Stichel Glanzlichter betonen, indem er die Silberschicht bis aufs Glas wegkratzte. Vom Original konnten dann positive Abzüge auf die eigentlichen Glasdiapositive im Kontaktverfahren machen. Bei manchen Fotos nutzte er die Koloration, um sich von der fotografischen Vorlage zu lösen, um die Wirkung der Komposition zu verstärken.
Generell lag Hanels Fokus bei seinen Fotos darauf, die Objekte möglichst eindeutig bestimmbar zu machen. Viele Kompositionen zeigen Wurzeln, Blüten und Früchte einer Pflanze auf einem Bild. Hanel meisterte dabei die Herausforderung, die Pflanzen in den verschiedenen Wachstumsstadien zu sammeln und sie auch möglichst lange frisch zu halten.
Obwohl die Fotografie seit 1839 zur Verfügung stand, sind kaum Vorläufer Josef Hanels bei der Abbildung von Pilzen bekannt. Eine seltene Ausnahme sind Fotos von V. Harley von um 1900, die allerdings die Pilze ausschließlich vor einem neutralen Hintergrund zeigen. Hanels besondere Leistung war, die Pilze in ihrer natürlichen Umgebung zu zeigen. Zum Beispiel zeigte er sie unter bestimmten Bäumen, was Pilzsammelnden hilfreiche Hinweise gab.
Josef Hanels Name ist auf keinem Glasdiapositiv vermerkt, der Vertrieb erfolgte oftmals ohne Nennung seines Namens. Doch ist auf vielen seiner Glasdiapositive „I. H.“ eingraviert oder aufgemalt.

## Erhaltene Glasdiapositive
Die Biologin Christiane Jacquat hat über zahlreiche Anfragen bei europäischen Kunst- und Naturhistorischen Museen mehrere Sammlungen mit Hanels Glasdiapositiven ermitteln können:
- Das Botanische Museum der Universität Zürich besitzt eine Sammlung von 208 handkolorierten Glasdiapositiven von niederen und höheren Pflanzen, die Josef Hanel erstellt hat und zwischen 1927 und 1930 bei Wachenfeld & Schwarzschild erworben wurden. Diese sind nummeriert und mit lateinischen und deutschen Pflanzennamen beschriftet. Die Glasdiapositive sind viereckig, 3 mm dick und weisen die Maße 8,5 × 10 cm bzw. 8,5 × 8,5 cm auf. Das Glasdiapositiv und ein Schutzglas sind jeweils mit schwarzem Klebeband zusammengefügt.
- Im Ottoneum, dem Naturkundemuseum der Stadt Kassel, befindet sich eine vermutlich zwischen 1920 und 1924 angekaufte Sammlung von Glasdiapositiven Hanels. Die Sammlung umfasst Fotos von 1609 Objekten.
- Das Geobotanische Institut der Martin-Luther-Universität in Halle besitzt eine Sammlung von ca. 100 Glasdiapositiven Hanels von Pilzen, Flechten und Moosen, die allerdings nicht inventarisiert ist.
- Bert und Walter Siegfried aus Zofingen besitzen eine private Sammlung von über 300 handkolorierten Fotografien von Blütenpflanzen und Landschaften.
- Im Besitz der LFW der ETH in Zürich befinden sich 130 handkolorierte Glasdiapositive von Hanel.[14]